# Ectromachernes lamottei
Ectromachernes lamottei är en spindeldjursart som beskrevs av Max Vachon 1952. Ectromachernes lamottei ingår i släktet Ectromachernes och familjen Withiidae. Inga underarter finns listade i Catalogue of Life.